# ورا آلنتووا
ورا آلنتووا (روسی: Ве́ра Валенти́новна Але́нтова؛ زادهٔ ۲۱ فوریهٔ ۱۹۴۲) یک هنرپیشه اهل اتحاد جماهیر سوسیالیستی شوروی است.
از فیلم‌ها یا برنامه‌های تلویزیونی که وی در آن نقش داشته است می‌توان به مسکو به اشک‌ها باور ندارد اشاره کرد.
وی همچنین برنده جوایزی همچون جایزه دولتی اتحاد شوروی و هنرمند مردمی روسیه شده است.